# Фајернес
Фајернес (норв. Fagernes) је насељено место у Норвешкој у округу Опланд. Има статус града од 2007.